# Raúl Sendic Antonaccio
Raúl Sendic Antonaccio (Chamangá, 16 marzo 1925 – Parigi, 28 aprile 1989) è stato un politico e rivoluzionario uruguaiano, fondatore del Movimento di Liberazione Nazionale - Tupamaros.

## Biografia

### I primi anni
Raúl Sendic Antonaccio, noto come "el Bebe", nacque nella zona rurale di Chamangá, nel sud-est del dipartimento di Flores, figlio di Victoriano Sendic e Amalia Antonaccio, di origine italiana. Frequentò la scuola agraria locale, poi il liceo a Trinidad, capoluogo del dipartimento. Quindi nel 1943, si trasferì a Montevideo, dove si iscrisse alla Facoltà di Giurisprudenza dell'Università della Repubblica, e contemporaneamente iniziò a lavorare in uno studio legale. Ottenne il titolo di procuratore pur avendo completato solo 5 anni e mezzo dei 6 richiesti dalla sua carriera.
Attivista del Partito Socialista, assunse in poco tempo cariche di rilievo, fino a far parte del comitato centrale. Nel 1958 rappresentò l'Uruguay al Congresso dell'Internazionale socialista e soggiornò a Cuba dopo la rivoluzione. La sua passione politica lo portò a trasferirsi nella zona rurale di Paysandú, nel nord dell'Uruguay, dove divenne consulente legale per i lavoratori dell'industria dello zucchero, che a quel tempo vivevano in condizioni di estremo sfruttamento ed emarginazione sociale. Raul li guidò nelle battaglie per migliori condizioni di vita e per l'espropriazione dei vasti latifondi. Nel 1962 Sendic organizzò una grande marcia dei cañeros, che con donne e bambini percorsero 600 chilometri da Artigas a Montevideo. Ma le lotte sindacali e le grandi marce pacifiche non portarono a conquiste significative, mentre i lavoratori che manifestavano erano oggetto di minacce e aggressioni da parte di squadre violente foraggiate dai grandi proprietari.

### L’evoluzione politica
Le esperienze politico-sindacali vissute fino a quel momento portarono Sendic a profonde riflessioni. Nella sua formazione politica giocò un ruolo importante il pensiero del teorico socialista Vivian Trías, ma anche l’esperienza della rivoluzione cubana, che lo portò a una concezione della rivoluzione guevarista, cioè “fuochista”. Secondo l'ex-Tupamaro Kimal Amir, Sendic condivideva una concezione marxista della lotta di classe, "sebbene si dichiarasse indipendente dall'Unione Sovietica e da Cuba." Il suo orientamento era infatti del tutto autonomo dal riferimento marxista classico: secondo il compagno Tupamaro Jorge Zabalza, Sendic "aveva una chiara visione libertaria dell'autogestione, dovuta alla sua vicinanza a Proudhon ».
Nel 1962, insieme ad altri militanti della sinistra uruguaiana, organizzò un gruppo di azione diretta che in seguito si sarebbe unito al cosiddetto "Coordinador" e che avrebbe infine formato il Movimento di liberazione nazionale - Tupamaros.

### Le azioni politico-militari
Per un certo periodo Sendic e il suo gruppo condussero parallelamente, e in collegamento fra loro, azioni clandestine ed azioni legali. Il 31 luglio 1963, questo gruppo decise di rubare armi dallo Swiss Shooting Club nella città di Nueva Helvecia. Successivamente organizzò l'Unione degli artigiani dello zucchero (UTAA), con la quale fece numerose marce a Montevideo. Diversi cañeros in seguito si unirono alla lotta armata. Di qui ebbe inizio la lunga vicenda del MLN-Tupamaros, che travolse l’Uruguay fino al 1973.

### La cattura e la detenzione
Nell'agosto 1970 Sendic fu arrestato e imprigionato nel carcere di Punta Carretas, e quasi un anno dopo, nel settembre 1971, fuggì assieme a oltre cento compagni nella spettacolare evasione di massa nota come Operación El Abuso.
Nel settembre 1972 fu ferito al viso in uno scontro armato con i militari, nella città vecchia di Montevideo, e fu catturato. Conteso come un trofeo di guerra, sottoposto allo stesso trattamento degli altri leader della sua organizzazione che i militari riuscirono a catturare, fu ridotto allo status di rehén (ostaggio), con l'espresso ordine di eliminarlo se i Tupamaros avessero eseguito qualsiasi tipo di azione politica o militare. La sua prigionia durò 12 anni, ovvero per l'intero durata della dittatura civile-militare, nelle condizioni sub umane che i militari golpisti riservarono ai dirigenti del MLN. Nel novembre 1979 Violeta Setelich, moglie di Sendic, presentò una denuncia al Comitato per i diritti umani delle Nazioni Unite per conto del marito, lamentando violazioni del Patto internazionale sui diritti civili e politici (ICCPR), trattato sottoscritto dall'Uruguay. Nell'ottobre 1981, il Comitato riconobbe che l'Uruguay aveva violato gli articoli 7, 9, 10 e 14 dell'ICCPR nei confronti del guerrigliero nella conduzione del processo e della detenzione.

### La liberazione e l’attività politica legale
Con il ritorno alla democrazia, nel marzo 1985 Sendic fu rilasciato insieme ai suoi compagni, e continuò la sua attività politica nel MLN – Tupamaros, diventato legale avendo rinunciato alla lotta armata, mantenendo gli stessi obiettivi politici centrali. Nonostante l’opposizione della destra e anche di settori della sinistra, i Tupamaros riuscirono a unirsi al Frente Amplio, per diventare negli anni la forza politica più votata a sinistra, fino ad accedere nel 2010, con José Mujica, alla presidenza della Repubblica, mentre uno dei figli di Sendic, Raul Sendic Rodriguez, nel 2014 verrà eletto vicepresidente.
Raúl Sendic morì il 28 aprile 1989 a Parigi, dove si era trasferito per curare la malattia di Charcot-Marie-Tooth di cui soffriva da anni. Ai suoi funerali a Montevideo partecipò una folla di 50 000 persone.
(Raùl Sendic, "Mantener la antorcha encendida",intervista rilasciata a Jorge Barreiro)

## Opere
- Reflexiones sobre política económica : Apuntes desde la prisión (Editorial Tierra del fuego. Argentina, 1984)
- Cartas desde la prisión (Mario Zanocchi Editor. Montevideo, 1985)
- La tierra, la banca y la deuda externa (2ª edición ampliada. Tupac Amaru Ediciones. Montevideo, 1986)
- Manual práctico de economía (Tupac Amaru Ediciones. Montevideo, 1989)
- Artículos de prensa sobre la deuda externa, la tierra y otros temas (Movimiento por la tierra. Montevideo, 1990)
- Sendic vive clandestino en el corazón del pueblo (Tupac Amaru Ediciones. Montevideo, 1990)